# بني مطر (مديرية)
مديرية بني مطر أكبر مديريات محافظة صنعاء اليمنية سكانًا ، وتنسب إلى قبيلة بني مطر الواقعة ديارهم في صنعاء ، بلغ عدد سكان المديرية 100012 نسمة عام 2004. يوجد فيها جبل النبي شعيب أعلى قمة في الجزيرة العربية. من أشهر حصونها حصن رهقة، بني شهاب، وحصن بيت يرام حيث سكن الحميريون وحصن الأردوم وحصن العروس وقطع الشرف.

## الموقع
تقع مديرية بني مطر في الجهة الغربية للمحافظة وتبعد عن مركز المحافظة (30) كيلو متراً تقريباً.
يحد المديرية شمالاً: مديرية همدان.
وشرقاً: مديرية سنحان وبني بهلول ومديرية بلاد الروس (وأمانة العاصمة).
وجنوباً: مديرية ضوران التابعة لمحافظة ذمار.
وغرباً: مديريتا الحيمة الداخلية والحيمة الخارجية ومديرية شبام كوكبان التابعة لمحافظة المحويت.

## التقسيم الإداري

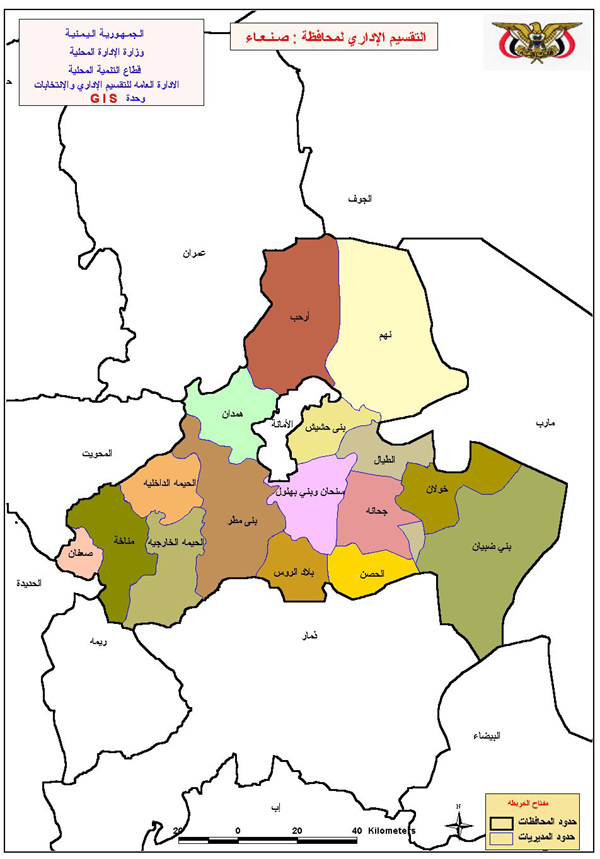
موقع مديرية بني مطر في محافظة صنعاء

تنقسم بني مطر إلى سبعة مخاليف «قُبُل» وأكثر من 360 قرية ومحلة. عزل المديرية:
| - بنى قيس - ديان - جبل النبي شعيب - العروس - جنب - بنى الراعى - شهاب الأسفل | - شهاب الأعلى - الحدب - الثلث - البرويه - بنى سوار - حزة سهمان - بقلان |

## أهم قرى المديرية
متنة، الصباحة، سوق الأمان ، وقش، يازل، بوعان، قيدان، قرية الجعادب (بيت الجعدبي)، المساجد، الحليلة، بيت لِدان، لُولوه، القَليس، ريشان، خراب السنف، بيت ردم، مند، مسيب، بيت عزمان، قراتيل، بيت نعامة، بيت حابس، جعلل، بيت الرميم، بيت القرماني، بيت مهدم، بيت كاهن، بيت عياش، المراصب، ريد، شعبان، بيت العنبسي، بيت حنبص، عكيفان، داعر، بيت رجال، بيت برمان بيت المعقلي، الهجر، خشعان، أدم، المعمار، بيت ضالعة، حلال، برحان، بيت الحنظلي ، الدقرار، قطع الشرف.

## المعالم الأثرية التاريخية والسياحية
موقع حصن المواقر ويقع على إحدى تلال جبل النبي شعيب حيث يعود تاريخ بناؤه إلى أكثر من (500) عاماً ويحيط به سور مرتفع يشتمل على بوابه واحدة ويضم الحصن بداخله عدة مباني متلاصقة ذات مدخل (بوابة) واحد بهدف سهولة التواصل بين الاسر القاطنة داخل الحصن من جهة ومن جهة أخرى القدرة على المقاومة والحماية أثناء الحروب والغزوات إبان الغزو العثماني وتجدر الإشارة إلى ان الحصن يشتمل ضمن مبانيه على مسجد ويعد تخطيط بنائه كاحدى المدن القائمة على شكل قلاع محصنة.
كما تتميز المديرية بوجود جبل النبي شعيب الذي يقع إلى الشرق من كتلة جبال مناخة والذي يحده من الشرق قاع سهمان وجبل عيبان ومن الشمال منخفضات حضور والجوزة، وما يميز الجبل هو المظهر المتدرج والقمم المائدية الواسعة ويصل ارتفاعه إلى (3666) م عن سطح البحر، وللجبل مصرفان مائيان المصرف الشمالي الذي يسير باتجاه الشمال الشرقي، والمصرف الثاني باتجاه الجنوب من كتلة جبل النبي شعيب وتذهب مياهه إلى وادي سهام.
كما تتميز المديرية أيضاً بخضرتها الدائمة نتيجة لتميز جبالها بالمدرجات الزراعية مما أطلق عليها اسم (بلاد البستان).

## الأودية
تشمل المديرية عدد من الأودية كالتالي:
وادي حضور – وادي عيال مطر – وادي التالوق – وادي الجوز – وادي المفجور – وادي الفارسي.
وادي الجار وبقلان – وادي شهاب أسفل – وادي الشاهلية – وادي البروية – وادي بيت الرازقي – وادي صيح – وادي ريعان – وادي بوعان.